# Curicaberis
Genre

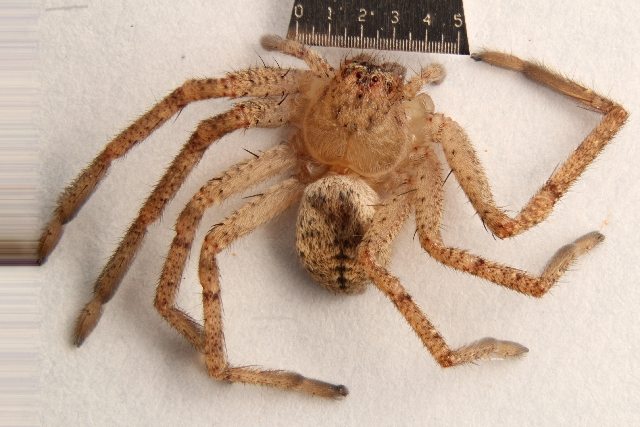
Curicaberis peninsulanus.

Curicaberis est un genre d'araignées aranéomorphes de la famille des Sparassidae.

## Distribution
Les espèces de ce genre se rencontrent en Amérique du Nord et en Amérique centrale.

## Liste des espèces
Selon World Spider Catalog (version 17.5, 15/01/2017) :
- Curicaberis abnormis (Keyserling, 1884)
- Curicaberis annulatus (F. O. Pickard-Cambridge, 1900)
- Curicaberis azul Rheims, 2015
- Curicaberis bagaces Rheims, 2015
- Curicaberis bibranchiatus (Fox, 1937)
- Curicaberis catarinas Rheims, 2015
- Curicaberis chamela Rheims, 2015
- Curicaberis chiapas Rheims, 2015
- Curicaberis culiacan Rheims, 2015
- Curicaberis cuyutlan Rheims, 2015
- Curicaberis durango Rheims, 2015
- Curicaberis eberhardi Rheims, 2015
- Curicaberis elpunto Rheims, 2015
- Curicaberis ensiger (F. O. Pickard-Cambridge, 1900)
- Curicaberis ferrugineus (C. L. Koch, 1836)
- Curicaberis granada Rheims, 2015
- Curicaberis huitiupan Rheims, 2015
- Curicaberis jalisco Rheims, 2015
- Curicaberis luctuosus (Banks, 1898)
- Curicaberis manifestus (O. Pickard-Cambridge, 1890)
- Curicaberis minax (O. Pickard-Cambridge, 1896)
- Curicaberis mitla Rheims, 2015
- Curicaberis pedregal Rheims, 2015
- Curicaberis peninsulanus (Banks, 1898)
- Curicaberis potosi Rheims, 2015
- Curicaberis puebla Rheims, 2015
- Curicaberis sanpedrito Rheims, 2015
- Curicaberis tepic Rheims, 2015
- Curicaberis tortugero Rheims, 2015
- Curicaberis urquizai Rheims, 2015
- Curicaberis yerba Rheims, 2015
- Curicaberis zapotec Rheims, 2015

## Publication originale
- Rheims, 2015 : Curicaberis, a new genus of Sparassidae from North and Central America (Araneae, Sparassidae, Sparassinae). Zootaxa, no 4012(3), p. 401-446.